# Llei de grans ciutats
La Llei de Grans Ciutats o Llei de Mesures per la Modernització del Govern Local (Llei 57/2003, de 16 de desembre) va ser posada en marxa pel Govern Espanyol; va entrar en vigor l'1 de gener de 2004, i consisteix en la modernització de la gestió dels ajuntaments per desenvolupar i impulsar la participació dels ciutadans en la gestió dels assumptes locals. Una d'aquestes mesures és la divisió del municipi en districtes i la determinació i regulació dels seus òrgans.
Els districtes constitueixen un instrument necessari per crear polítiques de proximitat i participació en municipis d'alta densitat de població. És un intent de descentralitzar algunes funcions de l'ajuntament i d'implicar-hi la ciutadania. Tots els ajuntaments que posin en marxa aquesta llei han d'establir un percentatge mínim dels seus recursos destinat a gestionar-se per districtes.
Els ajuntaments han d'establir i generar normes de caràcter orgànic i òrgans adaptats per a una participació efectiva dels veinats en la vida pública del municipi.
La divisió en districtes, juntament amb la determinació i regulació dels seus òrgans i les competències que tenguin, no tendran cap mena de perjudici sobre les atribucions del batlle. El càrrec de president de districte correspon en tot cas a un dels regidors.

## Àmbit d'aplicació
- Municipis amb una població superior als 250.000 habitants.
- Municipis capitals de província amb una població superior als 175.000 habitants.
- Municipis que siguin capitals de província, capitals autonòmiques o seus de les institucions autonòmiques.
- Municipis amb una població superior als 75.000 habitants, que presentin circumstàncies econòmiques, socials, històriques o culturals especials.

Als dos darrers àmbits d'aplicació s'exigeix que sigui una decisió presa des de les Assemblees legislatives autonòmiques corresponents, a petició dels ajuntaments implicats.